# Bryocyclops jankowskajae
Bryocyclops jankowskajae – gatunek widłonoga z rodziny Cyclopidae. Nazwa naukowa gatunku została po raz pierwszy opublikowana w 1972 roku przez ukraińskiego zoologa Władisława Monczenkę.